# Psidium hotteanum
Psidium hotteanum là một loài thực vật có hoa trong Họ Đào kim nương. Loài này được Urb. & Ekman miêu tả khoa học đầu tiên năm 1929.